# 木衛六十七
木衛六十七（临时名称S/2017 J 6）是环绕木星运行的一颗卫星。斯科特·谢泼德和他的團隊於2017年發現了木衛六十七，但直到2018年7月17日才在小行星中心的小行星電子通告上公佈這一發現。它的直徑約為2（1英里），以約22,455,000（13,953,000英里）的半長軸运行，軌道傾角約為155.2°。木衛六十七屬於帕西法厄群。